# Ayo Bakare
Pour les articles homonymes, voir Bakare.
Ayodele « Ayo » Bakare, né le 20 mars 1960, est un entraîneur nigérian de basket-ball.

## Palmarès
- Finaliste du championnat d'Afrique 2003
- 3e du championnat d'Afrique 2011